# Klaus Breuninger
Klaus Breuninger (* 1. August 1961 in Stuttgart) ist ein deutscher Chor- und Orchesterdirigent.

## Leben und Werk
Klaus Breuninger studierte an der Hochschule für Musik Karlsruhe Dirigieren bei Andreas Weiß (Orchester) und Martin Schmidt (Chor). Außerdem war Breuninger Schüler von Helmuth Rilling an der Internationalen Bachakademie Stuttgart.
Während seines Studiums war er für kurze Zeit Dozent für Gesang, Musiktheorie und Chorleitung an der University of Zululand, Südafrika.
Seit Abschluss seines Studiums ist Klaus Breuninger als freier Musiker tätig. Neben seiner Tätigkeit als Bass-Solist liegt sein Hauptschwerpunkt auf der Leitung von Chören und Orchestern. Neben seinen eigenen Ensembles sind auch Einstudierungen und Assistenzen ein weiteres Aufgabenfeld, so in den Jahren 2005, 2007 und 2008 die Einstudierung und Leitung des Festivalchors der Internationalen Bachakademie sowie die Chor-Einstudierung der Grammy-nominierten Einspielung von Beethovens Neunter Sinfonie unter Roger Norrington.
Der programmatische Schwerpunkt seiner künstlerischen Arbeit liegt bei der Aufführung selten zu hörender oratorischer Werke. Durch seine langjährige Tätigkeit als Leiter mehrerer Jazz-Ensembles (Swinging Jazzmen Stuttgart, Swing Four, Stuttgarter Tanzorchester) sind dies auch Oratorien, die z. T. der U-Musik zugeordnet werden, wie z. B. Paul McCartneys Liverpool-Oratorio und Ecce Cor Meum, Dave Brubecks To Hope; Duke Ellingtons Sacred Concerts, Luis Bacalovs Misa Tango.
1998 gründete Klaus Breuninger Die Meistersinger, einen Männerchor aus Mitgliedern der Gächinger Kantorei. Neben einer regen Konzerttätigkeit entstanden mit diesem Chor auch mehrere CDs.
Ein weiterer Schwerpunkt ist die Zusammenarbeit mit dem kanadischen Komponisten Zane Zalis: die europäische Erstaufführung des Holocaust-Oratoriums „i believe - A HOLOCAUST ORATORIO FOR TODAY“ erfolgte 2013 in Stuttgart unter Leitung von Klaus Breuninger, mit weiteren Konzerten u. a. in New York (Lincoln Center) und Lodz/Polen. „NOSTOS - A Journey of Others“ von Zane Zalis wurde 2018 in Stuttgart unter der Leitung von Klaus Breuninger uraufgeführt und erklang noch einmal im Abschlusskonzert des Murau International Music Festival in Murau/Österreich.

## Diskografie
- Hab oft im Kreise der Lieben – Männerchöre der Romantik, Die Meistersinger, Ltg. Klaus Breuninger, Label: Hänssler Classic, 1999
- zögernd leise... – Gesänge für Männerstimmen von Franz Schubert, Die Meistersinger, Ltg. Klaus Breuninger; Label: Tacet
- tief im blauen Traum... Begegnungen mit Robert Schumann, Die Meistersinger, Ltg. Klaus Breuninger; Label: Audite
- O wie schön ist deine Welt – geistliche Männerchöre der Romantik, Die Meistersinger, Ltg. Klaus Breuninger; Label: Hänssler Classic
- Encounters with Schumann: ... tief im blauen Traum, Die Meistersinger, Ltg. Klaus Breuninger, 2007
- Beethoven: Symphonien 1-9, Gächinger Kantorei, Choreinstudierung: Klaus Breuninger; Radio-Sinfonieorchester Stuttgart, Ltg. Roger Norrington, Hänssler 2003, EAN 4010276014171
- Beethoven: Symphonie Nr. 9, Gächinger Kantorei, Choreinstudierung Klaus Breuninger; Radio-Sinfonieorchester Stuttgart, Ltg. Roger Norrington, Hänssler 2003, EAN 4010276013648